# Liste der Bodendenkmale in Krausnick-Groß Wasserburg
Die Liste der Bodendenkmale in Halbe enthält alle Bodendenkmale der brandenburgischen Gemeinde Krausnick-Groß Wasserburg und ihrer Ortsteile. Grundlage ist die Veröffentlichung der Landesdenkmalliste mit dem Stand vom 31. Dezember 2020. Die Baudenkmale sind in der Liste der Baudenkmale in Krausnick-Groß Wasserburg aufgeführt.
|    | Gemarkung              | Flur | Kurzansprache | Bodendenkmalnummer | Bemerkung | Bild |
| -- | ---------------------- | ---- | --- | ------------------ | --------- | ---- |
| 1  | Groß Wasserburg (Lage) | 1    | Rast- und Werkplatz Mesolithikum, Siedlung Bronzezeit, Pechhütte deutsches Mittelalter, Pechhütte Neuzeit                                        | 12246              |           |      |
| 2  | Groß Wasserburg (Lage) | 2    | Rast- und Werkplatz Mesolithikum, Siedlung römische Kaiserzeit                                                                                   | 12247              |           |      |
| 3  | Groß Wasserburg (Lage) | 3    | Pechhütte Neuzeit, Pechhütte deutsches Mittelalter                                                                                               | 12248              |           |      |
| 4  | Groß Wasserburg (Lage) | 1    | Mühle Mittelalter, Mühle Neuzeit, Dorfkern Neuzeit, Dorfkern deutsches Mittelalter                                                               | 12249              |           |      |
| 5  | Groß Wasserburg (Lage) | 3, 2 | Siedlung Urgeschichte, Rast- und Werkplatz Mesolithikum                                                                                          | 12316              |           |      |
| 6  | Krausnick (Lage)       | 2, 4 | Gräberfeld Bronzezeit | 12434              |           |      |
| 7  | Krausnick (Lage)       | 4    | Siedlung Bronzezeit, Rast- und Werkplatz Steinzeit                                                                                               | 12435              |           |      |
| 8  | Krausnick (Lage)       | 4    | Siedlung Bronzezeit, Rast- und Werkplatz Mesolithikum                                                                                            | 12436              |           |      |
| 9  | Krausnick (Lage)       | 7, 9 | Rast- und Werkplatz Steinzeit, Siedlung Urgeschichte                                                                                             | 12437              |           |      |
| 10 | Krausnick (Lage)       | 7    | Rast- und Werkplatz Steinzeit, Siedlung Bronzezeit                                                                                               | 12438              |           |      |
| 11 | Krausnick (Lage)       | 7    | Rast- und Werkplatz Steinzeit, Siedlung Urgeschichte                                                                                             | 12439              |           |      |
| 12 | Krausnick (Lage)       | 7    | Rast- und Werkplatz Steinzeit, Siedlung Bronzezeit                                                                                               | 12440              |           |      |
| 13 | Krausnick (Lage)       | 1    | Pechhütte deutsches Mittelalter, Pechhütte Neuzeit                                                                                               | 12442              |           |      |
| 14 | Krausnick (Lage)       | 6, 9 | Rast- und Werkplatz Steinzeit, Siedlung Urgeschichte                                                                                             | 12443              |           |      |
| 15 | Krausnick (Lage)       | 9    | Rast- und Werkplatz Steinzeit | 12444              |           |      |
| 16 | Krausnick (Lage)       | 8, 9 | Siedlung Urgeschichte, Rast- und Werkplatz Steinzeit                                                                                             | 12445              |           |      |
| 17 | Krausnick (Lage)       | 3    | Rast- und Werkplatz Mesolithikum | 12446              |           |      |
| 18 | Krausnick (Lage)       | 9    | Rast- und Werkplatz Mesolithikum | 12447              |           |      |
| 19 | Krausnick (Lage)       | 4, 5 | Siedlung Bronzezeit, Siedlung Neolithikum | 12448              |           |      |
| 20 | Krausnick (Lage)       | 5    | Dorfkern Neuzeit, Friedhof Neuzeit, Kirche Neuzeit, Friedhof deutsches Mittelalter, Dorfkern deutsches Mittelalter, Kirche deutsches Mittelalter | 12449              |           |      |
| 21 | Krausnick (Lage)       | 10   | Pechhütte Neuzeit, Pechhütte deutsches Mittelalter                                                                                               | 13187              |           |      |
| 22 | Krausnick (Lage)       | 8    | Rast- und Werkplatz Mesolithikum | 13201              |           |      |